# طلوع سرخ
طلوع سرخ یک پدیده نادر نجومی است، که در افسانه‌ها موجودی قدرتمند به نام ایازریم از آن برخواسته. این پدیده زمانی رخ می‌دهد که نور خورشید بیشتر تجزیه شده و نور مادون قرمز بیشتری وارد جو زمین گردد. در قدیم بر این باور بودند زمانی که خورشید سرخ رنگ طلوع کند در آن دیار خون بر زمین ریخته شده‌است. این پدیده به صورت ناحیه‌ای دیده می‌شود و صرفاً در تمام نقاط زمین قابل رویت نیست. همانند زمان کسوف با خسوف.